# 嫁给不同世界的你
《嫁给不同世界的你》（英語：I Do, Do I ?）是新加坡新傳媒私人有限公司制作的跨国爱情题材的电视剧。本剧由陈凤玲、黄晶玲、杨芷芸、许美珍、宗子杰、邓伟德、Jason Godfrey领衔主演，并由業文、陈丽贞、陈建彬、郑六月、郭坤耀等共同主演，方展发特别演出。

## 播出时间

### 首播
| 频道        | 国家     | 播放日期       | 首播時间                 |
| ----------- | -------- | -------------- | ------------------------ |
| 新传媒8頻道 | 新加坡   | 2023年12月21日 | 星期一至五 21:00 - 22:00 |
| Astro AEC   | 马来西亚 | 2023年12月21日 | 星期一至五 20:30 - 21:30 |

## 故事大纲
每一段婚姻都是走进对方世界的旅程，然而，不同世界，不同背景，是否会导致我们不敢走出自己的世界呢？
来自新加坡的涂悠米（陈凤玲 饰演）在意大利的旅行中邂逅了意大利男生Leonardo（Jason Godfrey 饰演）。两人进行了长达3年的远距离恋爱，Leonardo偷偷来到了新加坡。在Leonardo惊喜求婚后，两人开始准备婚礼。可是在准备婚礼的过程中，两人的婚事遭到了悠米爸爸涂锦盛（陈建彬 饰演）的反对，所幸妈妈陈巧欣（苏珈仪 饰演）帮忙从中调和。Leonardo为了悠米，决定留下来生活，与悠米父母同住，还学习新加坡的文化。好不容易得到了锦盛的同意，悠米却发现其实Leonardo根本接受不了新加坡朝九晚五的生活，并且瞒着悠米打算结婚后让悠米跟着他回到意大利生活。悠米无法接受Leonardo的隐瞒和欺骗，与他大吵一架。此时，Leonardo的母亲癌症复发，Leonardo希望悠米跟着他一起回去意大利，悠米最终没有跟着Leonardo回去，与Leonardo的婚事也跟着告吹。在这个时候，悠米发现自己怀孕了……
远嫁到新加坡的韩国媳妇姜怡华（黄晶玲 饰演）从事着代购化妆品事业，与丈夫马家宝（邓伟德 饰演）结婚7年，育有一个可爱小孩马万鑫（洪宇恒 饰演）。当初怡华被爱钱的前男友抛弃，在最狼狈的时候，在韩国旅游的家宝对她伸出了援手，两人因此相恋，为了家宝，怡华选择嫁到了新加坡定居。看似幸福的她却总是被家婆洪丽霞（陈丽贞 饰演）诸多挑剔，而家宝看似体贴暖心，但实则是个愚孝的妈宝男，不敢忤逆丽霞的要求，让怡华倍感委屈和失望，但念在丽霞对她的恩情，怡华也只能有苦说不出。原来5年前怡华远在济州岛的奶奶崔文喜（Hong Jung Hae 饰演）身患重病，丽霞二话不说卖掉自己的组屋借钱给怡华让文喜治病。因为这件事，怡华主动让丽霞搬进来家里与他们同住，还主动把主人房让给丽霞，丽霞嘴上虽说没关系，但却总是有意无意用这件事牵制怡华，也让怡华觉得丽霞从未把自己当成家人。家婆过多的插手、耳根软的老公、被宠坏的儿子，让怡华透不过气……
印尼华裔Johan Halim（宗子杰 饰演）在泰国泼水节邂逅了泰国女孩Yadfon Suwan（杨芷芸 饰演）。Fon是Johan的摄影粉丝，两人经常在社交媒体互动。邂逅之后，两人迅速坠入爱河，在交往3个月之后决定闪婚。婚后2人定居在新加坡，住在Johan好友Kris（郭坤耀 饰演）和Kris老婆钟美诗（郑六月 饰演）的屋子。初来乍到的Fon因为不停遭受路人异样的眼光和无事可做的空虚而患上了焦虑症。工作忙碌的Johan没能及时发现，所幸在悠米等人和心理治疗师的帮助下，二人敞开心扉，才终于让生活回到正轨。Johan和Fon为了早点实现买房的心愿，各自努力为生活奔波，可是新加坡的高房价，让两人各自有了回去印尼和泰国发展的想法。Johan认识了暗恋他的营销代理Emily（黎格欣 饰演），而Fon在工作上遇上了照顾她的Ivan（赖宏恩 饰演）。面对Emily明目张胆的示爱，Johan不以为意也不懂得保持距离，却频频因Ivan照顾Fon而吃醋吵架，不信任和理念不同让两人的婚姻面临离婚的危机……
周游列国的加拿大籍越南人Danni（许美珍 饰演）为了儿子Theo（業文 饰演）选择在新加坡定居。阅历丰富又懂得多国语言的Danni经常帮助外国人解决问题与分享经验，也因此认识了悠米，与悠米一起合开了La Dent-de-lion摄影咖啡馆。又通过摄影咖啡馆，认识了怡华、美诗、Fon等人，与她们成为好友，帮助他们解决异国夫妻面对的问题。La Dent-de-lion就像是她们的避风港，让她们可以惺惺相惜。Danni就像是大姐姐一样，照顾着身边的每一位至亲好友，可是关于她神秘的过去，众人也仅知道部分。儿子Theo意外卷入悠米和Leonardo之间。在Leonardo离开后，Theo来到了咖啡馆工作，也因此认识了悠米，帮助悠米走出情伤。Theo在不知不觉间喜欢上了悠米，可惜悠米却始终心系Leonardo……此时，Danni陆续收到了好几个神秘包裹，让她开始担心最不想发生的事情也许已经发生。另一边厢，Theo也遇见了神秘男人Hugo（方展发 饰演）……
婚姻的真谛，在于将两个世界打破，融成一体，你的世界有我，我的世界有你。究竟他们每一个人是否能够克服不同文化、不同背景、不同性格，成就一段又一段的佳话呢？

## 演员表

### 意大利 ♡ 新加坡
| 演员           | 角色             | 介绍 |
| Mamma Alma     | Leonardo母亲     | 意大利人 Leonardo De Luca之妈妈 于第8集癌症复发                                                                    |
| Jason Godfrey  | Leonardo De Luca | 意大利人 阿斗 酿酒师 涂悠米之男友                                                                                  |
| 陈建彬         | 涂锦盛           | 新加坡人 Boss爸 陈巧欣之丈夫 涂悠米之爸爸 林金冠之表姑丈                                                           |
| 苏珈仪         | 陈巧欣           | 新加坡人 Boss妈 涂锦盛之妻子 涂悠米之妈妈 林金冠之表姑                                                             |
| 黄韻璇（少女） | 涂悠米（Yumi）   | 新加坡人 Boss姐 涂锦盛、陈巧欣之女儿 Leonardo De Luca之女友 林金冠之表姐 潘安玉、姜怡华、钟美诗之好友 于第11集怀孕 |
| 陈凤玲         | 涂悠米（Yumi）   | 新加坡人 Boss姐 涂锦盛、陈巧欣之女儿 Leonardo De Luca之女友 林金冠之表姐 潘安玉、姜怡华、钟美诗之好友 于第11集怀孕 |

### 新加坡 ♡ 韩国
| 演员           | 角色   | 介绍                                                                                |
| 黄晶玲（年轻） | 崔文喜 | GGM 姜怡华之奶奶 洪丽霞之亲家 马万鑫之曾外祖母 于第9集抵达新加坡 于第11集离开新加坡 |
| Hong Jung Hae  | 崔文喜 | GGM 姜怡华之奶奶 洪丽霞之亲家 马万鑫之曾外祖母 于第9集抵达新加坡 于第11集离开新加坡 |
| 陈丽贞         | 洪丽霞 | 新加坡人 马家宝之妈妈 姜怡华之家婆 马万鑫之奶奶                                     |
| 邓伟德         | 马家宝 | 新加坡人 洪丽霞之儿子 崔文喜之孙女婿 姜怡华之丈夫 马万鑫之爸爸                      |
| 黄晶玲         | 姜怡华 | 韩国人 崔文喜之孙女 马家宝之妻子 马万鑫之妈妈                                       |
| 洪宇恒         | 马万鑫 | 新加坡人 马家宝、姜怡华之儿子 崔文喜之曾外孙子 洪丽霞之孙子                         |

### 印尼 ♡ 泰国
| 演员       | 角色                  | 介绍                                                       |
| Reanne     | Fon姨妈               | Yadfon Suwan之大姨妈                                       |
| Eva Pemika | Fon母亲               | Yadfon Suwan之妈妈                                         |
| 宗子杰     | 林金冠（Johan Halim） | 印尼人 Yadfon Suwan之丈夫 Kris之好友                       |
| 杨芷芸     | Yadfon Suwan          | 泰国人 Fon、Plaster Fish 林金冠之妻子 Aom之好友 Ivan之员工 |

### 加拿大 ♡ 越南
| 演员   | 角色            | 介绍                                             |
| 方展发 | Hugo            | Uncle Who 潘安玉之前夫 潘霆欧之爸爸 （特别演出） |
| 许美珍 | 潘安玉（Danni） | Hugo之前妻 潘霆欧之妈妈                          |
| 業文   | 潘霆欧（Theo）  | Hugo、潘安玉之子 涂悠米之员工                    |

### 其他演员
| 演员   | 角色      | 介绍                                                                                               |
| 郑六月 | 钟美诗    | 美洲狮 Kris Chow之妻子 La Dent-de-lion摄影咖啡馆之会计师 涂悠米、潘安玉、姜怡华之好友 林金冠之房东 |
| 郭坤耀 | Kris Chow | 摄影师 钟美诗之丈夫 林金冠之好友                                                                   |
| 凯丽   | 连雨柔    | 马家宝之投资商 欣赏姜怡华                                                                          |
| 陈佳艺 | Fifi      | La Dent-de-lion摄影咖啡馆兼职员工                                                                  |
| 黎格欣 | Emily     | 营销代理 林金冠之工作对象                                                                          |
| 赖宏恩 | Ivan      | 潜水用品店老板 Yadfon Suwan之老板                                                                  |

## 獎項
| 頒獎典禮            | 獎項           | 入圍者        | 角色 | 結果 |
| ------------------- | -------------- | ------------- | ---- | ---- |
| 第30屆 紅星大獎2025 |                |               |      |      |
| 最佳女主角          | 陈凤玲         | 徐悠米Yumi    | 提名 |      |
| 最佳主题曲          | 铃凯           | 不同世界的你  | 提名 |      |
| 最强CP              | 黄晶玲、邓伟德 | 姜怡华&马家宝 | 提名 |      |

## 电视节目的变迁
| 新加坡 新傳媒8頻道 星期一至五 21:00 - 22:00 ·   | 新加坡 新傳媒8頻道 星期一至五 21:00 - 22:00 ·   | 新加坡 新傳媒8頻道 星期一至五 21:00 - 22:00 · |
| ----------------------------------------------- | ----------------------------------------------- | --------------------------------------------- |
|                                                 | 嫁给不同世界的你 (2023年12月21日—2024年1月17日) |                                               |
| 剃头刀-星光再现 (2023年12月11日—2023年12月20日) | 那一年的除夕夜 (2024年1月18日—2024年2月16日)    |                                               |

| 马来西亚 Astro AEC HD 星期一至五 20:30 - 21:30 · | 马来西亚 Astro AEC HD 星期一至五 20:30 - 21:30 · | 马来西亚 Astro AEC HD 星期一至五 20:30 - 21:30 · |
| ------------------------------------------------ | ------------------------------------------------ | ------------------------------------------------ |
|                                                  | 嫁给不同世界的你 (2023年12月21日—2024年1月17日)  |                                                  |
| 剃头刀-星光再现 (2023年12月11日—2023年12月20日)  | 那一年的除夕夜 (2024年1月18日—2024年2月16日)     |                                                  |